# 华金·卡皮利亚
华金·卡皮利亚·佩雷斯（西班牙語：Joaquín Capilla Pérez；1928年12月23日—2010年5月8日），墨西哥男子跳水运动员。他曾参加1948年、1952年和1956年夏季奥运会跳水比赛，共获得1枚金牌、1枚银牌和2枚铜牌，成为获得奥运奖牌数最多的墨西哥运动员。